# بيتر إي. فلمنج جونيور
بيتر إي. فلمنج جونيور (بالإنجليزية: Peter E. Fleming Jr.)‏ هو محامي أمريكي، ولد في 18 أغسطس 1929 في أتلانتيك هايلاندس في الولايات المتحدة، وتوفي في 14 يناير 2009 في نيويورك في الولايات المتحدة.